# Nagyvisnyó
Nagyvisnyó község Heves vármegye Bélapátfalvai járásában.

## Fekvése
Szilvásváradtól 5 kilométerre, hegyekkel ölelt helyen, a Bükki Nemzeti Park területén, a Szilvás-patak mellett fekszik. Az 1950-es megyerendezés előtt Borsod vármegye Sajószentpéteri járásához tartozott.
A település főútja az Eger és Kazincbarcika térsége (Mónosbél és Vadna) között húzódó 2506-os út. Határában helyezkedik el a főként síelők körében népszerű Bánkút turistaközpont, mely a 2513-as útból kiágazó 25 139-es úton közelíthető meg.
Korábban vasútvonal (Füzesabony–Putnok-vasútvonal) is érintette a községet, megállóhelyéhez a 25 312-es út biztosított közúti kapcsolatokat. [A vonatforgalom ezen a szakaszon 2009-ben szűnt meg.]

## Története
A község vagy a honfoglalás után, vagy a 12. században települt. A falu első okleveles említése 1239-ben történt terra (a latin nyelvből eredő szó, a jelentése föld) Wisna alakban. 1293-ból a possessio (latin eredetű szó, jelentése birtok) Wysnyo névalak maradt fenn. A települést először várjobbágyok lakták, és az éleskői, a dédesi, majd a diósgyőri várhoz tartozott. Éleskő várának tartozékaként a falu a Miskolc nemzetség tulajdonából került a Széchy családhoz. 1320 után kapta meg Széchy Miklós, és három fia (Péter, Dénes, Miklós) Károly Róbert királytól (uralkodott 1308-1342) hűségükért a király ellen harcoló Miskolcok elkobzott birtokait, köztük Éleskőt és tartozékait. 1322-ben erről adománylevél készült. 1365-ben a Széchy család elcserélte borsodi birtokait I. Lajos (uralkodott 1342-1382) királlyal, így Éleskő vára és vele Visnyó is királyi és királynői birtokká váltak. A település birtokjoga 1438-ban felerészben a Palóczy családra szállt, a másik rész birtokosa a Bél nemzetség, majd a Bekény család volt. Egyháza már a 14. században megvolt és 6 garas tizedet (vallási, egyházi intézménynek fizetett adó) fizetett, de az 1334-35. évben, amikor nagyon rossz volt a termés, 1 garas volt a tized. A pápai tizedjegyzékekben Vinio, Wismen, Vyson alakban írták a falu nevét. Valószínű, hogy a község egy része a 16. század elején elpusztult, mert ezt a területet 1510-ben Pwzthawyznyo (Pusztavisnyó) néven vette meg Ományi Tamás és László.
A Palóczy család kihaltával a rokonuk, Perényi Péter lett a birtokos. 1567-ben Dédes vára elesett, így Visnyót is hódoltsági területként kezelték a törökök. A törökök is adót szedtek (fejadó, a szultán adója, szablyapénz, méz- és vajadó) a falu lakóitól. Kezdetben 14 forint volt az adó, majd 20 forint, a szultán adóját 2 ház után 2 forintban állapították meg. Méz- és vajadót is szedtek 40 dénár értékben. Eger 1596-os eleste után a török több adót követelt. Először 30 forintot akartak, majd még többet, de a lakosság ezt nem bírta. Így tizedben egyeztek meg, a tizedet azonban úgy számította a török, ahogy neki tetszett, és az eredetileg megbeszélt 30 szekér széna helyett 80 szekér szénát kellett adni évente. A reformáció hamar elterjedt, de a falu eleinte Szilvás, majd Dédes leányegyháza volt. 1605-ben már önálló egyház. A 16. század végén Dóczy Kelemen mellett a Széchy család tulajdonába került a falu. 1615-ben Széchy György az egész községet eladta özvegy Lorántffy Mihálynénak. 1659 – 1663 között Széchy Anna Mária férje, Wesselényi Ferenc nádor volt a birtokos, aki eladta Jászy Jánosnak. 1666-ban Jászy végrendeletében a Szentpétery, Szász és Szepessy rokon családokra hagyta a települést. Az 1567-től 1687-ig tartó török uralom idején sokat szenvedhetett a község. A törökök megjelenése előtt 14 porta volt feljegyezve, 1605-ben már arról írtak a jelentések, hogy 10 házából 4 leégett. 1613-ban egyetlen házat sem jegyeztek fel Visnyó kapcsán. Az 1688-as tizedjegyzék is pusztaként említette a községet.
A falu a 18. században Szepessy (ők még a 19. században is megmaradtak birtokukban)- és Máriássy-birtok volt, a 19. század folyamán pedig a Keglevich, majd Erdődy grófok, valamint a Latinák család birtokába került. Erdődy Rudolf gróftól (1846-1932) lovag Wessely Károly (1840-1912) vette meg a birtokrészét. 1912-ben őrgróf Pallavicini Alfonz Károly (1883-1958) kezében már egy 4571 hektáros erdőgazdaság összpontosult. A település neve 1903-ban változott Visnyóról Nagyvisnyóra. Fodor Ferenc (1887-1962) geográfus, kartográfus-történész adatai szerint a falu 64 katonát adott 1916-ban az országnak. Közülük 29-en haltak hősi halált, ketten hadirokkanttá váltak, egy főt pedig vitézzé avattak érdemeiért. 1919 áprilisában a Tanácsköztársaság idején cseh intervenciós csapatok szállták meg a települést, akiket csak május végére tudtak kiszorítani Nagyvisnyóról. 1920 után a falu a Pap-rét területén terjeszkedett észak felé (Új sor), ami 1945 után folytatódott. A második világháború harci cselekményei nem okoztak komolyabb károkat a település épületeiben. 1944 december közepén a Szilvásvárad felől érkező román csapatok nem tudták elfoglalni Nagyvisnyót, ez csak az erősítésként érkezett oroszoknak sikerült. A második világháború során 26-an estek el a falu lakói közül. 1948-ban államosították az őrgrófi birtokot is, ami az Állami Erdőgazdaság tulajdonába került. Nagyvisnyó 1950-ig Borsod (vár)megye sajószentpéteri járásához tartozott, utána Heves megye egri járásához került. 1954-ben vezették be a villanyt, majd járdák, utak, és közvilágítás is épült. A község a második világháború után először a Nagy-völgy felé terjeszkedett, majd az 1960-as években Szilvásvárad felé az egykori kenderföldön jöttek létre új utcák. Az 1970-es években főleg Dédestapolcsány felé bővült a falu.

## Közélete

### Polgármesterei
- 1990–1994: Likai Jánosné (független)[26]
- 1994–1998: Molnár Albertné Sebők Ilona (független)[27]
- 1998–2002: Molnár Albertné (független)[28]
- 2002–2006: Molnár Albertné (független)[29]
- 2006–2010: Csőgér Bálint (független)[30]
- 2010–2014: Csőgér Bálint (Fidesz–KDNP)[31]
- 2014–2019: Csőgér Bálint (Fidesz–KDNP)[32]
- 2019–2024: Csőgér Bálint (Fidesz-KDNP)[33]
- 2024– : Csőgér Bálint (Fidesz-KDNP)[1]

## Népesség
A település népességének változása:
| Lakosok száma | 968  | 939  | 913  | 867  | 847  | 825  | 819  |
|               | 2013 | 2014 | 2015 | 2021 | 2022 | 2023 | 2024 |

2001-ben a település lakosságának közel 100%-a magyar nemzetiségűnek vallotta magát.
A 2011-es népszámlálás során a lakosok 90,7%-a magyarnak, 1,9% cigánynak, 0,6% németnek mondta magát (9,2% nem nyilatkozott; a kettős identitások miatt a végösszeg nagyobb lehet 100%-nál). A vallási megoszlás a következő volt: római katolikus 12,5%, református 52,6%, evangélikus 0,3%, görögkatolikus 1%, felekezeten kívüli 9% (19,7% nem nyilatkozott).
2022-ben a lakosság 95,2%-a vallotta magát magyarnak, 1,4% cigánynak, 1,1% románnak, 0,6% németnek, 0,2% ukránnak, 0,1-0,1% bolgárnak, ruszinnak és szlováknak, 3,2% egyéb, nem hazai nemzetiségűnek (4,6% nem nyilatkozott; a kettős identitások miatt a végösszeg nagyobb lehet 100%-nál). Vallásuk szerint 36,6% volt református, 10,6% római katolikus, 0,5% görög katolikus, 0,2% evangélikus, 3,7% egyéb keresztény, 0,9% egyéb katolikus, 14,5% felekezeten kívüli (32,8% nem válaszolt).

## Nevezetességei
- Református temploma 1800 körül épült késő barokk stílusban. A népi barokk stílusú templombelső festett fakazettás mennyezete az ország második legnagyobb méretű ilyen mennyezete. 1805-ben Rezbár Szügényi Antal várkonyi képfaragó mester készítette.[37]
- A Faluházban a palóc nagyvisnyóiak életét, a kenderfonás kellékeit és az 1930-as évek paraszti kultúráját bemutató állandó kiállítás látható.[38]
- A községben található az 1982-ben védetté nyilvánított Mihalovics-kőfejtő. A vékonypados kifejlődésű fekete mészkőben a padok közé fekete márga, mészmárga települ. A kőzet rendkívül gazdag ősmaradványokban.[39]
- A Nagyvölgy még érintetlen környezetben fekvő turistaútvonal. A faluból gyalog fel lehet jutni Bánkútra.
- A település határában (Dédestapolcsány és Nagyvisnyó között) több ifjúsági tábor található, így például a Bánvölgye Erdei Tábor, a Boróka Tábor, valamint a 2020-ban felújított Vásárhelyi István Üdülőtábor.[40]

## Ismert emberek
- Itt született 1944. június 3-án Oláh Aranka festőművész.
- Itt élt házasságkötése után és nagyvisnyói lakosként ismertté Idős Sütő Gyula furulyaművész. Saját maga készítette bodzafából a 6 lyukú furulyát. Részt vett a Ki Mit Tud?-on, a tévés elődöntőig jutott. Az akkori két műsorvezető, Antal Imre és Kudlik Júlia később többször meglátogatták nagyvisnyói otthonában. Életéről és művészetéről portréfilm készült, amit az MTV1 többször is megismételt. Tagja volt a Kodály-évforduló olaszországi delegációjának. Ortutay Gyula néprajzkutató több ízben is meglátogatta gyűjtőmunkája során. Halála után a falu úgynevezett régi temetőjében helyezték végső nyugalomra, felesége, Klára mellé. Gyermekei Jolánka és Gyula, unokái Mária, József, Éva és Gyula – sajnos a művészeti tevékenységet a családban senki nem folytatta.